# Oostenrijk op de Olympische Zomerspelen 1908
Oostenrijk nam deel aan de Olympische Zomerspelen 1908 in Londen, Engeland. Ondanks de unie Oostenrijk-Hongarije destijds, houdt het IOC de resultaten van Oostenrijk en Hongarije apart van elkaar.

## Medailleoverzicht
| Sport   | Olympiër    | Discipline          | Medaille |
| ------- | ----------- | ------------------- | -------- |
| Zwemmen | Otto Scheff | 400m vrije slag (m) | Brons    |

## Deelnemers en resultaten

### Atletiek
| Olympiër          | Discipline                     | Resultaat | Prestatie                  |
| ----------------- | ------------------------------ | --------- | -------------------------- |
| Gustav Krojer     | 100m (m)                       | DNS       | niet gestart               |
| Eduard Schönecker | 100m (m)                       | series    | serie 13: 4de              |
| Ludwig Hussak     | 200m (m)                       | DNS       | niet gestart               |
| Eduard Schönecker | 200m (m)                       | series    | serie 12: 3de              |
| Karl Lampelmayer  | 400m (m)                       | DNS       | niet gestart               |
| Felix Kwieton     | 1500m (m)                      | DNS       | niet gestart               |
| Felix Kwieton     | 5 mijl (m)                     | DNS       | niet gestart               |
| Hermann Wraschtil | 3200m steeplechase (m)         | DNS       | niet gestart               |
| Felix Kwieton     | marathon (m)                   | DNS       | niet gestart               |
| Emmerich Rath     | marathon (m)                   | 25e       | 3:50.30,4                  |
| Emmerich Rath     | 10 mijl snelwandelen (m)       | 15e       | serie 2: 8ste in 1:30.33,8 |
| Eugen Spiegler    | 10 mijl snelwandelen (m)       | DNS       | niet gestart               |
| Gustav Krojer     | verspringen (m)                | DNS       | niet gestart               |
| Karl Lampelmayer  | verspringen (m)                | DNS       | niet gestart               |
| Karl Lampelmayer  | staand verspringen (m)         | DNS       | niet gestart               |
| Gustav Krojer     | hink-stap-springen (m)         | DNS       | niet gestart               |
| Karl Lampelmayer  | hink-stap-springen (m)         | DNS       | niet gestart               |
| Gustav Krojer     | hoogspringen (m)               | DNS       | niet gestart               |
| Karl Jank         | kogelstoten (m)                | DNS       | niet gestart               |
| Hans Tronner      | kogelstoten (m)                | DNS       | niet gestart               |
| Karl Jank         | discuswerpen (m)               | DNS       | niet gestart               |
| Hans Tronner      | discuswerpen (m)               | DNS       | niet gestart               |
| Karl Jank         | discuswerpen griekse stijl (m) | DNS       | niet gestart               |
| Hans Tronner      | discuswerpen griekse stijl (m) | DNS       | niet gestart               |

### Schermen
| Olympiër         | Discipline | Resultaat | Prestatie |
| ---------------- | ---------- | --------- | --- |
| Siegfried Flesch | sabel (m)  | 26e       | 1ste ronde groep A: 1ste W van NED Doorman W van BOH Lada-Sázavský W van FRA de Mas Latrie W van BEL Six W van BOH Tuček kwartfinale: 6de V van HUN Tóth V van HUN Szántay W van NED Labouchere V van NED van Blijenburgh |

### Tennis
| Olympiër                          | Discipline     | Resultaat | Prestatie |
| --------------------------------- | -------------- | --------- | --- |
| Rolf Kinzl                        | enkelspel (m)  | 26e       | 1ste ronde: V van GBR Eaves: 3-6, 1-6, 0-6 |
| Fritz Felix Piepes                | enkelspel (m)  | 26e       | 1ste ronde: V van GER Kreuzer: 3-6, 1-6, 4-6 |
| Kurt von Wessely                  | enkelspel (m)  | DNS       | 1ste ronde: W van GBR Barrett: walk-over 2de ronde: V van GBR Eaves: walk-over                                                                              |
| Arthur Zborzil                    | enkelspel (m)  | 16e       | 1ste ronde: W van GBR Gore: walk-over 2de ronde: V van GER von Bissing: 1-6, 4-6, 4-6                                                                       |
| Rolf Kinzl Kurt von Wessely       | dubbelspel (m) | DNS       | 1ste ronde: V van GBR Cazalet/Dixon: walk-over |
| Arthur Zborzil Fritz Felix Piepes | dubbelspel (m) | 4e        | 1ste ronde: W van BOH Mičovský/Rössler-Ořovský: walk-over 2de ronde: W van HUN Ivánka/Lauber: walk-over kwartfinale: V van GBR Ritchie/Parke: 5-7, 4-6, 2-6 |
|                                   |                |           | |
| Marie Amende                      | enkelspel (v)  | DNS       | 1ste ronde: V van FRA Gillou: walk-over |
| Emmy Mattuch                      | enkelspel (v)  | DNS       | 1ste ronde: V van GBR Winch: walk-over |
| Frida Pietrzikowski               | enkelspel (v)  | DNS       | 1ste ronde: V van HUN Cséry: walk-over |

### Zwemmen
| Olympiër      | Discipline           | Resultaat    | Prestatie                                                                    |
| ------------- | -------------------- | ------------ | ---------------------------------------------------------------------------- |
| Otto Scheff   | 100m vrije slag (m)  | halve finale | serie 2: 1ste in 1.11,8 halve finale 2: 4de                                  |
| Otto Scheff   | 400m vrije slag (m)  | Brons        | serie 7: 1ste in 5.51,0 halve finale 1: 1ste in 5.40,6 finale: 3de in 5.46,0 |
| Otto Scheff   | 1500m vrije slag (m) | 4e           | serie 6: 2de in 24.15,8 halve finale 2: 2de in 24.25,0 finale: 4de           |
| Franz Kellner | 100m rugslag (m)     | DNS          | serie 5: niet gestart                                                        |

Argentinië · Australazië · België · Bohemen · Canada · Denemarken · Duitsland · Finland · Frankrijk · Griekenland · Groot-Brittannië · Hongarije · Italië · Nederland · Noorwegen · Oostenrijk · Rusland · Turkije · Verenigde Staten · Zuid-Afrika · Zweden · Zwitserland